# Den otevřených dveří

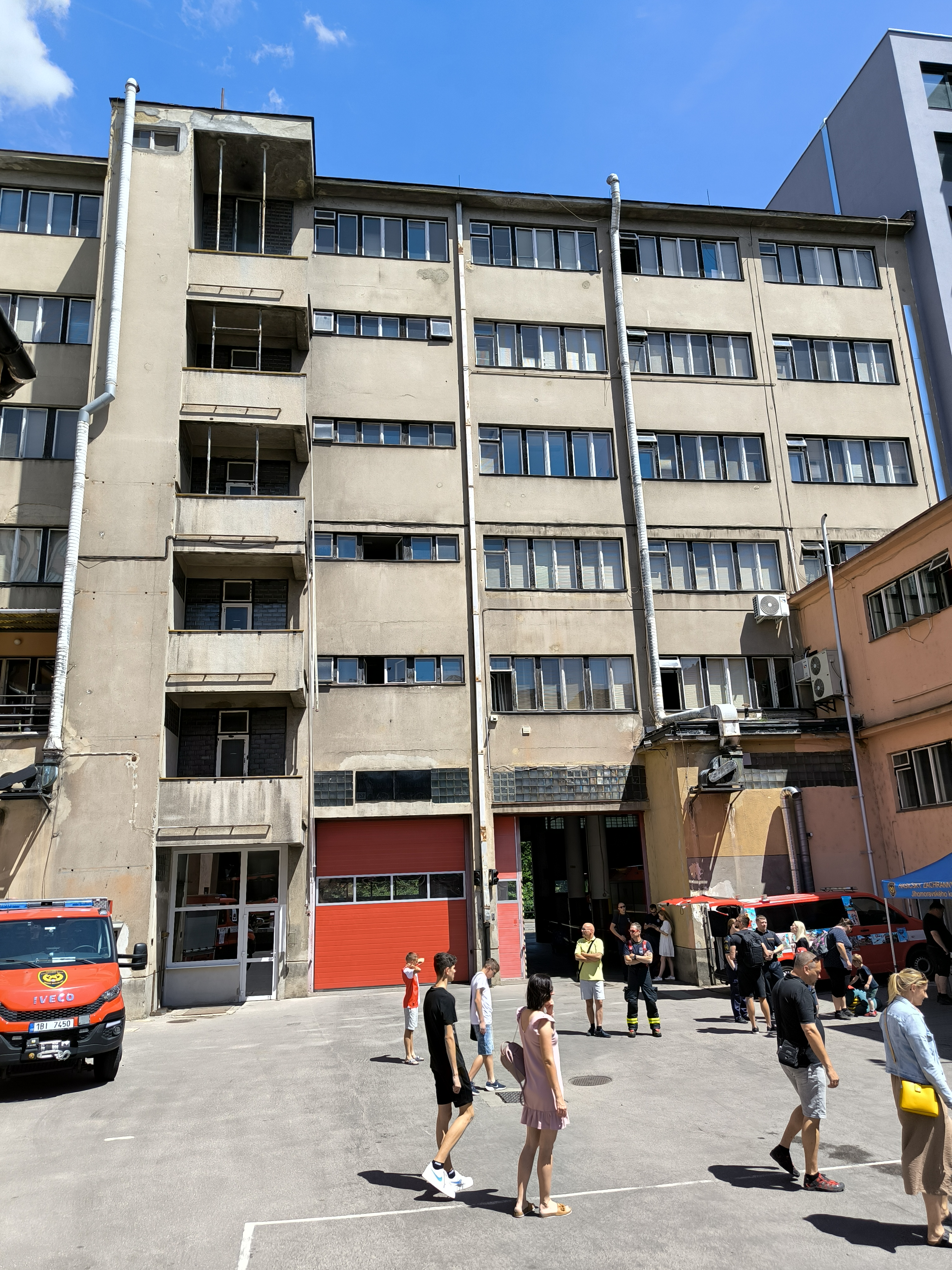
Den otevřených dveří hasičské stanice v Brně.

Den otevřených dveří poskytuje široké veřejnosti přístup do míst, institucí či budov, kam by se běžně nedostala. První akce takového konceptu se udála v 2. polovině 20. století ve Francii, postupně se koncept rozšířil do ostatních Evropských i mimoevropských zemí.
Jednou z organizací zabývající se „otevíráním dveří" je síť Open House Worldwide, jenž funguje v desítkách městech na světě, pobočky v Česku jsou Open House Praha a Open House Brno.